# ناحیه هاتوان
ناحیهٔ هاتوان (به مجاری: Hatvani járás) یک ناحیه در مجارستان است که در هوش واقع شده‌است. ناحیهٔ هاتوان ۳۵۲٫۱۶ کیلومتر مربع مساحت و ۵۱٬۲۴۶ نفر جمعیت دارد.